# 10448 Schawlow
10448 Schawlow eller 4314 T-3 är en asteroid i huvudbältet som upptäcktes den 16 oktober 1977 av den nederländsk-amerikanske astronomen Tom Gehrels och det nederländska astronomparet Ingrid van Houten-Groeneveld och Cornelis Johannes van Houten vid Palomarobservatoriet. Den är uppkallad efter nobelpristagaren Arthur L. Schawlow.
Asteroiden har en diameter på ungefär 6 kilometer och den tillhör asteroidgruppen Koronis.